# 裂毛雪山杜鹃
裂毛雪山杜鹃（学名：Rhododendron aganniphum var. schizopeplum）为杜鹃花科杜鹃花属下的一个变种。